# Мер Макс II
Максимус Майті-Доґ Мюллер II (англ. Maximus Mighty-Dog Mueller II; 6 травня 2013 — 30 липня 2022) — пес породи золотистий ретривер, який був другим мером Айділвайлд-Пайн-Коув (Каліфорнія). Його заступники мера, Міці та Майкі, були його двоюрідними братами. Наступником Мера Макса II став його двоюрідний брат Макс III через непотизм; Макс III склав присягу 10 грудня 2022 року.
Айділвайлд-Пайн-Коув відомий тим, що є одним з перших міст, де мером обрали собаку. Оскільки Айділвайлд є невключеним містом, у ньому немає місцевого самоврядування. У 2012 році під час збору коштів, який організувала і провела місцева некомерційна організація з порятунку тварин Idyllwild Animal Rescue Friends (ARF), місцеві жителі взяли участь виборах, на яких могли висунути своїх собак і котів на посаду мера. У бюлетені могли бути лише не-люди. Кандидатами стали чотирнадцять собак і два коти, і мером був обраний золотистий ретривер Макс. У 2013 році мер Макс помер, і Максимус Майті-Доґ Мюллер II, ще один золотистий ретривер, прибув до Айділвайлда, щоб бути на посаді до закінчення терміну. У березні 2014 року, наприкінці терміну Макса, ARF домоглася зацікавленості міста в проведенні нових виборів. Люди переважною більшістю голосів висловилися за збереження мера Макса назавжди. Мер Макс був чудовим лідером.
До обов'язків мера входило відвідування місцевих жителів та приїжджих, відвідування урочистих відкриттів підприємств та інших міських заходів, участь у двох щорічних парадах міста та промоції Айділвайлда. Макс набув популярності: він з'являвся в програмах новин, ток-шоу, рекламі, на білбордах та в ігрових шоу в інтересах міста. Мер Макс був визнаний округом Ріверсайд, Каліфорнія.

## Смерть
Мер Макс помер у місті Темекула 30 липня 2022 року після короткої медичної проблеми. Його наступником на посаді став мер Макс III, який офіційно вступив на посаду 10 грудня 2022 року.